# کای-فو لی
کای-فو لی (انگلیسی: Kai-Fu Lee؛ زادهٔ ۳ دسامبر ۱۹۶۱) دانشمند در زمینه مهندسی برق اهل تایوان است.